# National Board of Review Awards 2006
La 78ª edizione dei National Board of Review Awards si è tenuta il 6 dicembre 2006.

## Classifiche

### Migliori dieci film
- Il velo dipinto (The Painted Veil), regia di John Curran
- Little Miss Sunshine, regia di Jonathan Dayton e Valerie Faris
- Flags of Our Fathers, regia di Clint Eastwood
- Lettere da Iwo Jima (Letters from Iwo Jima), regia di Clint Eastwood
- Diario di uno scandalo (Notes On A Scandal), regia di Richard Eyre
- Il diavolo veste Prada (The Devil Wears Prada), regia di David Frankel
- The History Boys, regia di Nicholas Hytner
- Babel, regia di Alejandro González Iñárritu
- The Departed - Il bene e il male (The Departed), regia di Martin Scorsese
- Blood Diamond - Diamanti di sangue (Blood Diamond), regia di Edward Zwick

### Migliori film stranieri
- Volver, regia di Pedro Almodóvar
- Days of Glory (Indigènes), regia di Rachid Bouchareb
- Il labirinto del fauno (El laberinto del fauno), regia di Guillermo del Toro
- Water - Il coraggio di amare (Water), regia di Deepa Mehta
- La città proibita (Mǎnchéng Jìndài Huángjīnjiǎ), regia di Zhang Yimou

### Migliori cinque documentari
- 51 Birch Street, regia di Doug Block
- Wordplay, regia di Patrick Creadon
- Una scomoda verità (An Inconvenient Truth), regia di Davis Guggenheim
- Dixie Chicks: Shut Up & Sing, regia di Barbara Kopple e Cecilia Peck
- Iraq In Fragments, regia di James Longley

### Migliori film indipendenti
- Una parola per un sogno (Akeelah and the Bee), regia di Doug Atchison
- The Illusionist - L'illusionista (The Illusionist), regia di Neil Burger
- Lonesome Jim, regia di Steve Buscemi
- Sherrybaby, regia di Laurie Collyer
- Bobby, regia di Emilio Estevez
- Half Nelson, regia di Ryan Fleck
- Io e Beethoven (Copying Beethoven), regia di Agnieszka Holland
- Guida per riconoscere i tuoi santi (A Guide To Recognizing Your Saints), regia di Dito Montiel
- Catch a Fire, regia di Phillip Noyce
- Thank You for Smoking, regia di Jason Reitman
- 10 cose di noi (10 Items Or Less), regia di Brad Silberling

## Premi
- Miglior film: Lettere da Iwo Jima (Letters from Iwo Jima), regia di Clint Eastwood
- Miglior film straniero: Volver, regia di Pedro Almodóvar
- Miglior documentario: Una scomoda verità (An Inconvenient Truth), regia di Davis Guggenheim
- Miglior attore: Forest Whitaker (L'ultimo re di Scozia)
- Miglior attrice: Helen Mirren (The Queen - La regina)
- Miglior attore non protagonista: Djimon Hounsou (Blood Diamond - Diamanti di sangue)
- Miglior attrice non protagonista: Catherine O'Hara (For Your Consideration)
- Miglior cast: The Departed - Il bene e il male (The Departed), regia di Martin Scorsese
- Miglior performance rivelazione maschile: Ryan Gosling (Half Nelson)
- Miglior performance rivelazione femminile: Jennifer Hudson (Dreamgirls) ex aequo Rinko Kikuchi (Babel)
- Miglior regista: Martin Scorsese (The Departed - Il bene e il male)
- Miglior regista esordiente: Jason Reitman (Thank You for Smoking)
- Miglior sceneggiatura originale: Zach Helm (Vero come la finzione)
- Miglior sceneggiatura non originale: Ron Nyswaner (Il velo dipinto)
- Miglior film d'animazione: Cars - Motori ruggenti (Cars), regia di John Lasseter
- Premio alla carriera: Eli Wallach
- Premio Billy Wilder per l'eccellenza nella regia: Jonathan Demme
- Premio William K. Everson per la storia del cinema: Donald Krim
- Premio alla carriera nella produzione: Irwin Winkler
- Premio Bulgari per la libertà di espressione: Water - Il coraggio di amare  (Water), regia di Deepa Mehta ex aequo World Trade Center, regia di Oliver Stone